# قینرجه (خدابنده)
قینرجه (خدابنده)، روستایی از توابع بخش مرکزی شهرستان خدابنده در استان زنجان ایران است.روستای قینرجه یکی از دیدنی ترین روستای های ایران است.از دیدنی های این روستا میتوان به چشمه قره بلاغ اشاره کرد.

## جمعیت
این روستا در دهستان خرارود قرار دارد و براساس سرشماری مرکز آمار ایران در سال ۱۳۸۵، جمعیت آن ۵۹۷ نفر (۱۲۱خانوار) بوده‌است.